# Hans Meineke
Hans August Friedrich Meineke (auch Hans A. F. Meineke) (* 23. Dezember 1889 in Hamburg; † 11. August 1960 in Bremen) war ein deutscher Manager, Politiker (BDV, FDP) und Bremer Senator.

## Biografie
Hans Meineke wurde am 23. Dezember 1889 als Sohn des Böttchers und späteren Kohlenhändlers Christoph Heinrich Friedrich Meineke (1863–1913) und seiner Ehefrau Christine Luise Ludolphine geb. Meincke (1869–1956) in Hamburg geboren.

### Ausbildung und Beruf
Meineke besuchte Hamburger Schulen und arbeitete zunächst als Kaufmann. Er wurde 1910 Direktionssekretär des Norddeutschen Lloyd in Bremen und war von 1912 bis 1914 für das Unternehmen in Singapur tätig. Seit 1922 war er Vorstandsmitglied der Bremer Unterweser Reederei. Weiterhin fungierte er seit 1949 als Präsident des Landesverbandes Bremen des Deutschen Roten Kreuzes (DRK).
Meineke war seit dem 6. Mai 1942 mit der Sekretärin Christiane Dorothee geb. Kothe (1909–2008) verheiratet. Die Eheschließung fand in Bremen statt.  Hans Meineke starb am 11. August 1960 um 16:00 Uhr in der Städtischen Krankenanstalt in Bremen im Alter von 70 Jahren. Er wohnte zuletzt in der Kirchbachstraße 208a in Bremen. Meineke war evangelisch.

### Politik
Meineke beteiligte sich nach dem Zweiten Weltkrieg an der Gründung der Bremer Demokratischen Volkspartei (BDV) und fungierte im Jahre 1947 sowie erneut im Jahre 1951 als deren Landesvorsitzender. 1947/48 war er erstmals Mitglied der Bremischen Bürgerschaft. Vom 22. Januar 1948 bis zum 29. November 1951 war er Senator für das Gesundheitswesen der Freien Hansestadt Bremen. Seit dem 1. Januar 1950 amtierte er zugleich als Senator für Wohnungswesen (Nachfolger Senator Johannes Degener). Er war von 1951 bis 1955 erneut Bürgerschaftsmitglied und dort seit dem 19. Oktober 1953 stellvertretender Vorsitzender der FDP-Fraktion.